# Campo de concentración de Horta
El campo de concentración de Horta fue un campo de concentración franquista ubicado en la ciudad de Barcelona. Fue el campo oficial de la ciudad, aunque se hacinaron miles de prisioneros de guerra en multitud de edificios como la cárcel Modelo, Montjuic o la Prisión de Les Corts para las mujeres. Nació para albergar a presos republicanos el 10 de febrero de 1939 y se mantuvo abierto hasta abril de 1940.

## Características y función
Con la caída de la ciudad de Barcelona en manos de las tropas franquistas el 26 de enero de 1939, tuvo lugar una dura represión contra quienes habían defendido la legalidad republicana y elementos de izquierdas. A consecuencia de ello, multitud de prisioneros colapsaron los centros de detención y surgieron campos de concentración como este de Horta.
El 11 de febrero entraban los primeros 637 internos en el campo, superando ya a los cuatro días las 1000 personas recluidas. El lugar no contaba siquiera con retretes pero, al estar alejado del centro de la ciudad, ofrecía discreción frente a posibles testigos. Con el tiempo su población seguiría creciendo, asignándole las autoridades franquistas una capacidad máxima de 15 000 prisioneros.
El pabellón "Poniente" fue utilizado como almacén, mientras que en el de "Levante" se hacinaban miles de detenidos en precarias condiciones. El recinto estaba rodeado por vallas de alambre y se habilitaron salas de interrogatorio. Se calcula que en total pasaron por el campo unas 115 000 personas. La rotación de los internados era muy alta, ya que permanecían el tiempo justo para ser clasificados, siendo enviados luego a otros centros de reclusión o destinados a batallones de trabajos forzados.

## Localización
El campo se encontraba en el barrio de Horta, en los terrenos en los que la Casa de la Caritat de Barcelona había iniciado en 1928 la construcción de unos pabellones destinados a la Nova Casa de la Caritat, con capacidad para 1500 menores. En dicho terreno se construyeron posteriormente los Hogares Mundet, aprovechando parte de los edificios construidos antes de la Guerra Civil. El actual Recinto Mundet de la Universidad de Barcelona es el resultado de una amplia reconstrucción del edificio inicial que formó parte del campo.